# Suri Vaibhav
Suri Vaibhav est un joueur d'échecs indien né le 8 février 1997. Grand maître international à quinze ans et deux mois en 2012,, il a remporté l'open du Festival d'échecs de Bienne en 2018.
Au 1er octobre 2018, il est le neuvième joueur indien avec un classement Elo de 2 597 points.
Suri Vaibhav a remporté la médaille d'argent au championnat du monde des moins de 18 ans en 2014 et la médaille de bronze en 2013. En 2010, il finit cinquième ex æquo du championnat national indien. En juillet 2017, il finit deuxième du championnat du Commonwealth remporté par Abhijeet Gupta.